# Heylerosauridae
Heylerosauridae — вимерла родина темноспондилів надродини Mastodonsauroidea. Всі мастодонзавроїди, що розділяють із Eocyclotosaurus спільного предка не розділеного з Mastodonsaurus.
Heylerosauridae було виділено Шишкіним (1980) для Heylerosaurus lehmani, пізніше віднесеного до Eocyclotosaurus Ortlam, 1970. Нехай Heylerosaurus - молодший синонім Eocyclotosaurus, за Heylerosauridae було визнано пріоритет, оскільки для Eocyclotosaurus із початку не було виділено окремої родини й назву Heylerosauridae було введено раніше за Eocyclotosauridae.

## Опис
Діагноз: примітивні ознаки: вилучення лобних кісток із серединної стінки очної ямки; міжлемешевий зубний ряд прямий; довгі, вузькі міжптеригоїдні отвори; прогресивні ознаки: вузькі, клиноподібні черепи з тупими кінцями; сенсорні канали добре помітні на дорсальній стороні черепа; надочний сенсорний канал проходить черепом через сльозову кістку, наближаючись до підочного каналу; виличні виключено з бічної стінки очної ямки; передні піднебінні отвори завжди парні; лезоподібний відросток парасфеноїда глибокий, вузький і з ножеподібним краєм («кілем») й простягається вперед далі за міжптеригоїдні отвори як тонкі смуги кістки; fossa subrostralis media між передніми піднебінними отворами; тіла птеригоїда  й парасфеноїда видовжені; бічна сторона потиличної має вентральний контакт із птеригоїдом; трикутний виріст відходить від потиличного кінця птеригоїдної; crista muscularis парасфеноїда не розділено посередині; коротке квадратне відгалуження птеригоїда; бічні виростки потиличної на рівні чи дещо далі за виростки квадратних.